# فرودگاه چینچاگا
فرودگاه چینچاگا (به انگلیسی: Chinchaga Airport) یک فرودگاه خصوصی است . این فرودگاه در کشور کانادا قرار دارد و در ارتفاع ۶۹۵ متری از سطح دریا واقع شده‌است.